# Bunny Style!
Singles de T-ara
Sexy Love
(2012) Target
(2013)
Bunny Style! (バニスタ!) est le 6e single japonais du groupe T-ara, prévu pour le 20 mars 2013 au Japon. Le single sortira sous dix versions différentes. Les versions A, B et C, en édition limitée, comprendront chacune une B-side interprétée par une sub-unit différente (Soyeon et Areum pour la version A ; Boram et Qri pour la version B ; Eunjung, Hyomin et Jiyeon pour la version C) ainsi qu'un DVD avec le clip de Bunny Style!. Viennent ensuite les versions 1 à 7 qui comprendront quant à elle chacune un solo d'une des membres. Le single arrive 2e à l'Oricon. Il se vend à 56 785 exemplaires la première semaine et reste classé 10 semaines pour un total de 69 918 exemplaires vendus pendant cette période.

## Liste des titres
| 1. | Bunny Style! (バニスタ!)     |  |
| 2. | Ai no Uta (So Yeon) (愛の詩) |  |

| 1. | Bunny Style! (バニスタ!) |  |
| 2. | Two As One (Eun Jung)    |  |

| 1. | Bunny Style! (バニスタ!) |  |
| 2. | Maybe Maybe (Boram)      |  |

| 1. | Bunny Style! (バニスタ!) |  |
| 2. | My Sea (Ji Yeon)         |  |

| 1. | Bunny Style! (バニスタ!) |  |
| 2. | Do We Do We (Qri)        |  |

| 1. | Bunny Style! (バニスタ!)  |  |
| 2. | Love Suggestion (Hyo Min) |  |

| 1. | Bunny Style! (バニスタ!) |  |
| 2. | Happy Rain (Areum)       |  |

| 1. | Bunny Style! (バニスタ!)                          |  |
| 2. | Sign (So Yeon & Areum) (‹ソヨン・アルムユニット›) |  |

| 1. | Bunny Style! (バニスタ！)                                                       |  |
| 2. | Shabondama no Yukue (Boram & Qri) (シャボン玉のゆくえ ‹ボラム・キュリユニット›) |  |

| 1. | Bunny Style! (バニスタ！)                                                      |  |
| 2. | Dangerous Love (Eun Jung & Hyo Min & Ji Yeon) (‹ジヨン・ウンジョン・ヒョミン›) |  |

| 1. | Bunny Style！(M.V.)         |  |
| 2. | Sans titre (バニスタ！M.V.) |  |